# Mulga Creek
Mulga Creek är ett vattendrag i Australien. Det ligger i delstaten New South Wales, i den sydöstra delen av landet, omkring 630 kilometer nordväst om delstatshuvudstaden Sydney.
Omgivningarna runt Mulga Creek är i huvudsak ett öppet busklandskap. Trakten runt Mulga Creek är nära nog obefolkad, med mindre än två invånare per kvadratkilometer. Genomsnittlig årsnederbörd är 389 millimeter. Den regnigaste månaden är februari, med i genomsnitt 76 mm nederbörd, och den torraste är oktober, med 1 mm nederbörd.